# 石金鸣
石金鸣（1957年5月—），山西博物院院长，山西大学兼职教授，山西大学历史文化学院史前考古专业博士生导师，山西大学科学技术哲学研究中心博士生导师。2002年至2006年间，石金鸣曾任山西省考古研究所所长。

## 生平
石金鸣是山西大学历史系1978级校友。后来获得科学技术史硕士学位。2002年，石金鸣出任山西省考古研究所所长，任职至2006年10月。2005年6月1日，山西省人民政府任命石金鸣为山西博物院院长，当时山西博物院尚在筹建之中。
2000年，石金鸣作为领队，领导了山西吉县柿子滩旧石器时代遗址发掘工作，该工作后来获评2001年全国十大考古新发现。
2007年，山西省政府新闻办公室公布“新世纪山西省文物保护十大突出贡献人物”评选结果，石金鸣名列其中。